# 菅愛理
菅愛理（日语：／ Kan Airi，10月19日—），日本女性配音員。她之前隸屬於LEOPARD STEEL。出身於福岡縣。

## 經歷
菅愛理從小就喜歡動畫，在大學的研討會上演講時，別人稱讚她演講的內容通俗易懂，這促使她決定成為一名配音員。
短期大學畢業後，她在代代木動畫學院福岡分校學習了兩年，隨後透過校內試鏡進入松濤Actor's Gymnasium。
2017年4月1日，她加LEOPARD STEEL。截至2022年，他已離開公司。
自2017年6月以來，她一直在明神咖啡廳擔任演員。

## 人物
- 畢業於時尚系相關短大的她，對服裝很講究，甚至參加cosplay活動[3]。她也具有做衣服的特殊天賦[7]。
- 興趣：逛水族館[7]。
- 她為自己擅長扮演姐姐和男孩的角色而感到自豪[3]。
- 與她在電台上共同出演的松本菜菜海（日语：松元菜々海）形容她是一個單純、誠實的人，而澤潟詠里則形容她是一個可愛的白痴[1]。
- 她將澤城美雪列為她最喜歡的配音員[3]。

## 演出
粗體字表示主要角色。

### 電視動畫
- （2014年，[4]）
- 女神異聞錄5 the Animation（2018年，學生）

### 電影動畫
- 數碼暴龍大冒險tri. 第5章「共生」（2017年）[8]

### 遊戲
2017年
- 青空Under Girls！（日语：青空アンダーガールズ!）（霧島理子[9]）
- 明鏡連符（NU-KO[10]）
- MONOTO-SITUATION:LUCID AND DAYDREAM（池谷葵[11]）

2018年
- 格式塔·奧丁（霧島理子[12]）

### 外語配音

#### 動畫
- 理查大冒險（英语：Richard the Stork）（Coco[2]）

### 舞台
- 舞台版『庭球社 ～學姊與四處走走的時間們～ 導演剪輯版』[2]
- 舞台版『其實我是…』[2]

### 廣播節目
※記號表示網路廣播。
- 青空Under Girls！青空電台（日语：青空アンダーガールズ!#プロモーション）（2017年，文化放送、超！A&G+）※[注 1][13][14]
- 愛理、菜菜海（日语：松元菜々海）、澤潟的LEOPARD SCHOOL ～請不要拿出來！～（日语：れおぱーど・すくーる!）（2017年—2018年，HiBiKi Radio Station（日语：HiBiKi Radio Station））※[1]

## 音樂作品

### 角色歌曲
| 發行日期 | 商品名稱    | 歌              | 樂曲                                                    | 備註                              |
| 2018年   | 2018年      | 2018年          | 2018年                                                  | 2018年                            |
| -------- | ----------- | --------------- | ------------------------------------------------------- | --------------------------------- |
| 8月29日  | STAR☆TING！ | 青空Under Girls | 「STAR☆TING！」 「」                                    | 遊戲《青空Under Girls！》相關歌曲 |
| 8月29日  | STAR☆TING！ | GE:NESiS        | 「Karisome Irony」 「 ～記憶果～」 「Beyond the tears」 | 遊戲《青空Under Girls！》相關歌曲 |

## 腳註

## 外部連結
- 菅愛理｜LEOPARD STEEL，存于 （日語）
- 菅愛理的X（前Twitter） （日語）
- （日語）—菅愛理的官方個人網站。